# Multiplayer
Multiplayer betyder i computer- og videospil, at 2 eller flere spillere kan spille med eller mod hinanden, via LAN, Internet eller "splitscreen" (flere spillere på samme skærm) på samme tid. Sidstnævnte er især brugt i mange konsolspil f.eks Minecraft eller Counter-Strike: Global Offensive
Splitscreen fungerer ved, at personerne, der spiller, hver har en controller. Skærmen deles nu op i 2-4 dele, altså et slags mini-fjernsyn til hver person.
| computerspil | Spire Denne computerspilsrelaterede artikel er en spire som bør udbygges. Du er velkommen til at hjælpe Wikipedia ved at udvide den. |